# أنطوني ألين
أنطوني ألين (بالإنجليزية: Tony Allen)‏ (27 نوفمبر 1939 ستوك أون ترينت المملكة المتحدة - ديسمبر 2022) هو لاعب كرة قدم بريطاني.

## روابط خارجية
- أنطوني ألين على موقع قاعدة بيانات كرة القدم.إي يو (الإنجليزية)
- أنطوني ألين على موقع ناشيونال فوتبول تيمز (الإنجليزية)